# Ingrid Nyström
Ingrid Maria Nyström, gift Nerman 1939–1942, född 1 december 1917 i Kristinehamn, Värmlands län, död 27 juni 1999 i Snöstorps församling, Hallands län, var en svensk poet.

## Biografi
Nyström genomgick 1937–39 reklamskola i Stockholm, och arbetade därefter som journalist och i bokhandel 1936–44. Från 1945 arbetade hon som biblioteksbiträde i hemstaden Kristinehamn, och efter utbildning till bibliotekarie från 1953 i Borås.
I sitt författarskap var Nyström inspirerad av Edith Södergran och Ebba Lindqvist. Hon debuterade 1944 med diktsamlingen Vattenspegel, där stränga och obevekliga naturmotiv dominerar. Vattenspegel fick ett gott mottagande av Olof Lagercrantz i Bonniers Litterära Magasin, och i Stockholms-Tidningen skrev Erik Asklund: ”Träd, fåglar, gräs är hennes närmaste förtrogna, till vilka hon talar, milt och vädjande och med en beslöjad intensitet som gör starkt intryck.”
Debuten uppföljdes av de mer personligt präglade Kamé (1946) och Droppar av sten (1948), där det kvinnliga känsloläget och konstmotiv intar en betydande plats. Om Kamé skrev Gunnar Ekelöf i Bonniers Litterära Magasin:
Jämte [Bengt] Anderberg och Stig Carlson är Ingrid Nyström den färdigaste av de sex diktare som här anmälts. Inte nog med det: hon måste betecknas som den i konstnärligt avseende rikast och mångsidigast begåvade. Hennes dikt är starkt visuell, ändå blir den till sång. […] Utan tvivel måste Ingrid Nyström redan med denna sin andra diktsamling räknas bland våra främsta skaldinnor, i varje fall står hon i jämbredd med Ebba Lindqvist; har hon ännu inte nått fram till denna senares strama form så tycks hon i gengäld äga ett rikare register.

### Privatliv
Ingrid Nyström var dotter till köpmannen Gösta Nyström och Karin, född Larsson. Åren 1939–42 var hon gift med reklamtecknaren Ulf Nerman, och bar då makens efternamn. Tillsammans fick de en son, Bo (f. 1940). 

## Priser och utmärkelser
- 1956 – Boklotteriets stipendiat
- Borås stads kulturstipendium